# Johannes Steininger (Künstler)
Johannes Steininger (* 26. Juni 1977 in Linz) ist ein österreichischer bildender Künstler und Klangkünstler.

## Leben, Werk und Wirken
Johannes Steininger absolvierte nach der Pflichtschule von 1992 bis 1996 eine Lehre als Maschinenbauer bei der Firma Ebner in Leonding. Danach arbeitete er von 1997 bis 2004 als technischer Mitarbeiter – unter anderem als Sounddesigner – in etlichen Kultureinrichtungen, darunter ORF Oberösterreich und Theater Phönix.
Er durchlief ab 2003 verschiedene künstlerische Studiengänge: Zunächst erwarb er 2004 bis 2008 den Bachelor an der Kunstuniversität Linz in der Studienrichtung „Raum- & Designstrategien“. Parallel dazu studierte Steininger ab 2005 auch in den Bereichen akustische Kommunikation, technische Akustik bzw. auditive Architektur an der Technischen Universität Berlin und erwarb einen Master-Abschluss am Institut für Sound Studies der Universität der Künste Berlin, wo er auch eine universitäre Weiterbildung im Teilbereich „Auditive Architektur“ absolvierte. An der Universität für künstlerische und industrielle Gestaltung Linz erwarb er 2011 einen weiteren Master-Abschluss in der Studienrichtung „Raum- & Designstrategien“ mit der Arbeit Atmosphärenkonstruktion – Geräusch- und Klangweltenanalyse.
Seit Februar 2021 ist er am Institut für Kunst und Bildung/Design und Technik an der Kunstuniversität Linz als Universitätslektor für das Thema „Arbeiten mit Kunststoff“ tätig.
Johannes Steininger ist Mitglied des Oberösterreichischen Kunstvereins. Ein Werk Steiningers befindet sich in der Kunstsammlung des Landes Oberösterreich.
Steiniger arbeitet in zwei künstlerischen Bereichen: „Plastische Arbeiten“ einerseits und „Akustische Arbeiten“ andererseits, wobei beide Bereiche projektbezogen fallweise ineinander übergehen.

### Plastische Arbeiten

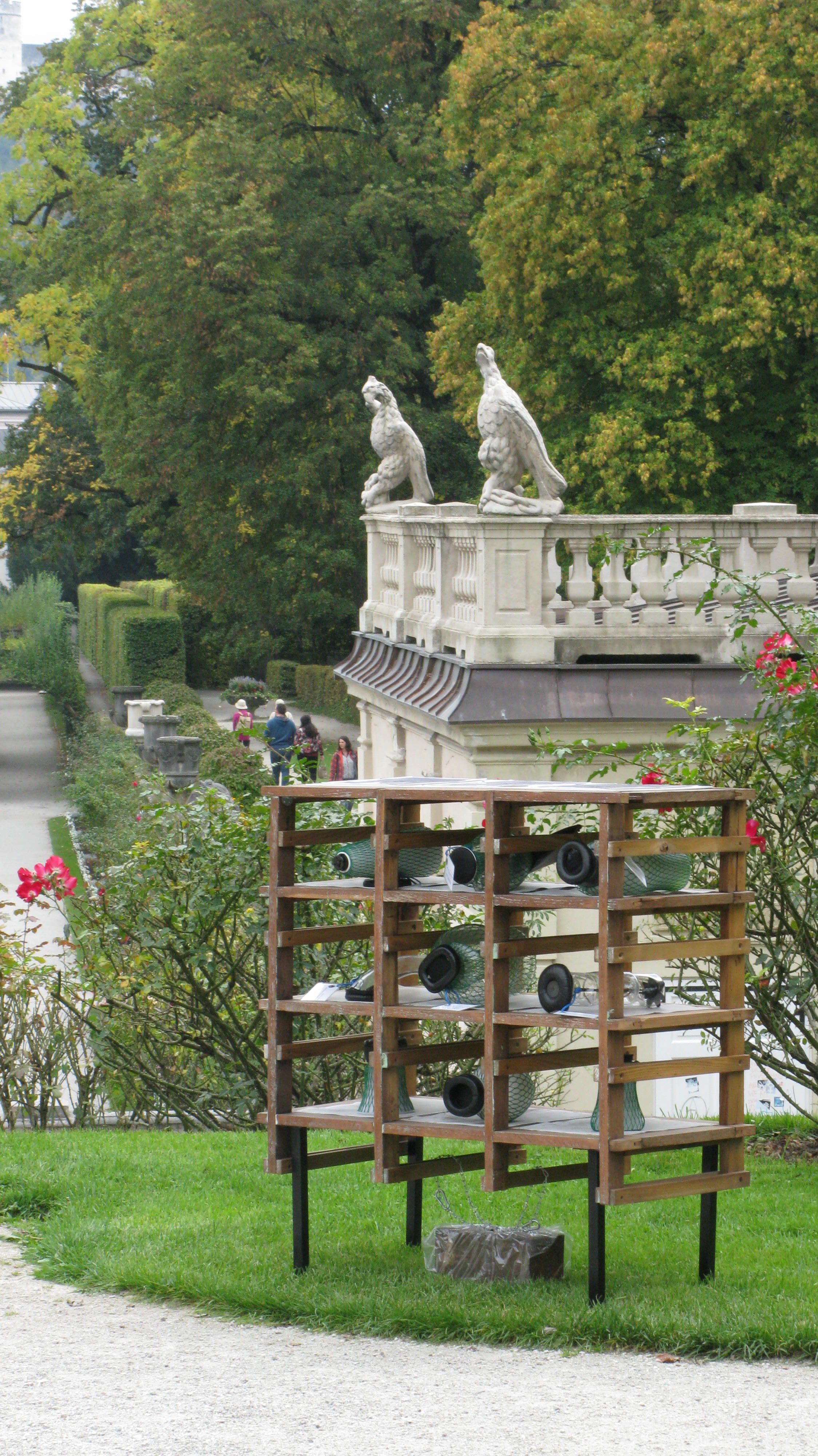
Kunst im öffentlichen Raum: Kryptophon von Johannes Steininger, Salzburg 2013

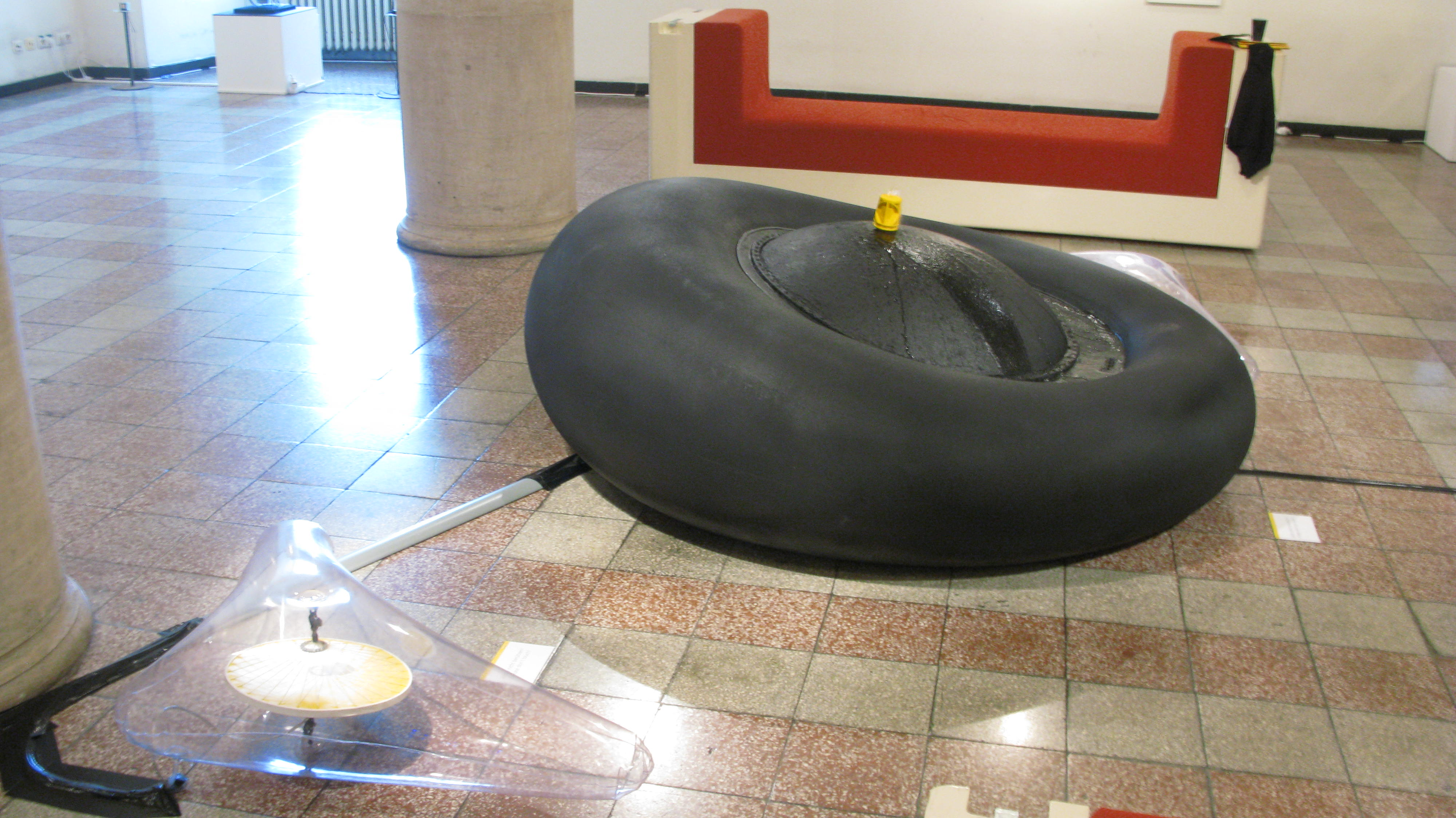
Werk von Johannes Steininger beim Ars-Electronica-Festival in Linz 2012

Für seine Plastiken und Bildobjekte arbeitet Steininger mit Fabrikaten der Kunststoffindustrie wie PVC oder anderen Kunststoffen. Aus verschweißten luftgefüllten Kunststofffolien erstellt er dreidimensionale Folienbilder. Luftdichte Folien bilden die Basis, auf die dünnere Schichten aus Kunststoff in unterschiedlichen Farben und teilweise auch farbig bedruckt oder direkt bemalt bzw. aufgeschweißt werden. Das funktioniert mit Hilfe von Hochfrequenztechnik und es entstehen Kammern, die permanent oder temporär mit Luft gefüllt werden können. Oft bilden diese durch Rahmen begrenzten Kunststoff-Objekte bunte Reliefs, die den umgrenzten Flächen eine räumliche Struktur geben. Im Sommer 2019 stellte Steininger 69 seiner Objekte unter dem Titel Lineare Buckelarbeiten im Luftmuseum in Amberg aus.

### Akustische Arbeiten
Ein künstlerischer Ansatz von Steininger ist nach eigener Angabe die „auditive Atmosphärenkonstruktion“. Er beruft sich dabei auf R. Murray Schafer und dessen Konzept der Klanglandschaften.
Steininger, damals noch in Berlin lebend, war sowohl bei der Ausstellung und Installation Tiefenrausch im Jahr 2008, als auch beim Höhenrausch im Jahr 2009 beteiligt. Beim Tiefenrausch ging es neben einer Ausstellung im sogenannten Aktienkeller um Kunst im öffentlichen Raum. Kanaldeckel wurden durch Röhren ersetzt, die bis in Kopfhöhe der vorbeigehenden Menschen reichten. Durch diese Röhren konnte man auf Video- und Klanginstallationen im Untergrund blicken.
Im Jahr 2012 präsentierte Steininger im Rahmen des Ars-Electronica-Festivals in Linz nicht nur visuelle Objekte (s. u.), sondern auch (mit der Campus Exhibition des Masterstudiengangs Sound Studies der Berliner Kunstuniversität) akustische Installationen.

## Ausstellungen (Auswahl)

### Ausstellungen (visuell)
- 2012: Volumen, Galerie Katholische Hochschulgemeinde Linz (Einzelausstellung mit Klanginstallation).[13]
- 2015: Johannes Steininger: abstrakt und gegenständlich, Galerie Sandpeck, Wien (Einzelausstellung);[14]
- 2016: Engelswerk, „Schaufenster | galerie“ des Oö. Kunstvereins im Ursulinenhof, als Teil von „Höhenrausch 2016“[15] Linz (mit Judith Huemer).[16]
- 2019: Lineare Buckelarbeiten, Luftmuseum Amberg (Einzelausstellung).[17]
- 2019: YICCA 2019 - Final exhibition, Centro Culturale Milano (Gruppenausstellung).[18]
- 2020: Kultur braucht Kunst, Schlossmuseum Linz (Gruppenausstellung).[19]
- 2020: Untitled, Kunstsammlung des Landes Oberösterreich im Ursulinenhof Linz (Gruppenausstellung).[20][21]
- 2021: That’s New – And Needed II, Kunstsammlung des Landes Oberösterreich, Ursulinenhof Linz (Gruppenausstellung).[22]
- 2021: New In, Galerie c-art, Dornbirn (Gruppenausstellung).[23]
- 2022: Gekaufte Liebe, Not A Gallery, Berlin (coronabedingt virtuelle Gruppenausstellung).[24]
- 2023: Karton – Luft – Plastik (Claudia Dirnbacher, Hubert Ebenberger und Johannes Steininger), Galerie der Stadt Traun.[25]

### Akustische Projekte und cross-overs
- 2004: Unter Fischen, Theaterstück mit Volker Schmidt (sound-Design) im Theater Phönix, Linz.[26]
- 2008: Tiefenrausch, Offenes Kulturhaus Oö / Linz 2009 – Kulturhauptstadt Europas (Klanginstallation im Rahmen des Projekts), Linz (Gruppenprojekt[27]).
- 2009: Klanganalyse Römerbergtunnel (sound-Gruppenprojekt), im Rahmen des Projekts „Hörstadt“ (Leitung: Peter Androsch) im Rahmen von „Linz 2009 – Kulturhauptstadt Europas“.[28]
- 2011: Audiowalks: What the Hell (sound-Installation), Schäxpir Theaterfestival, Linz und Oberösterreich.[29]
- 2013: RAG DunkTank | Easy Dunker (sound-Installation), Bubble Days, Hafengelände Linz.
- 2014: Musik zu „Happy Planet“ von Thomas Baum, Theater Phönix, Linz (Sound- und Musikkomposition).[30]
- 2016: Verein:Silk Fluegge[31] – „Rescue“ Eine Performance zur (Un)Möglichkeit der Rettung, Bühnenbild/Musik: Johannes Steininger; aufgeführt im Theater Phönix Linz und im Theaterhaus „Dschungel Wien“.[32]
- 2020: Komposition für 3 Riesenballons, Galerie des Oö. Kunstvereins im Ursulinenhof Linz (sound- und Bildinstallation).[33]
- 2021: located spaces, bouncy houses (kombinierte Raum- und Klanginstallation), Shäxpir Theaterfestival, Linz und Oberösterreich.[34]
- 2021: Female:Upgrade, Kunstaktion/Performance im öffentlichen Raum, Linz (Projektleitung: Elisa Andessner, Audiovisuelle Gestaltung: Johannes Steininger).[35]

## Veröffentlichungen
Bücher
- Atmosphärenkonstruktion – Geräusch- und Klangweltenanalyse, Masterarbeit an der Kunstuniversität Linz, 2011,[36] auch: Grin Verlag, München, ISBN 978-3-656-37370-4 (wissenschaftl.-künstler. Abschlussarbeit)
- mit Barbara Klammer (Fotografin): ART is in the AIR. Inflatables, expanding works of art, air-filled artworks as Inflatables. epubli Verlag, Berlin 2020, ISBN 978-3-7502-7902-5 (Bildband im Eigenverlag).

Artikel und Buchbeiträge
- Project: J. Steininger. In: Elsa Prochazka (Hrsg.): Flagship Europe: Raum&designstrategien_on Tour. Space&designstrategies_on Tour. Springer Verlag, Wien/New York 2006, ISBN 978-3-211-32582-7, S. 175–178 (Beitrag in Katalog).
- Proyecto: J. Steininger. In: Sección de Arte de la Cancillería Federal de Austria [übers.: Kunstsektion des Österreichischen Bundeskanzleramtes] (Hrsg.): UD.A. Últimos diseños austriacos. Tendencias actuales del diseño austríaco. Technologies, Icons, Codes today. Wien 2006, S. 172–173 (Beitrag in Katalog).
- Luftobjekte. In: Elsa Prochazka (Hrsg.): food&grid. raum&designstrategien / space&designstrategies. Kunstuniversität Linz, Linz 2008, ISBN 978-3-901112-49-2 (Beitrag in Sammelband).
- mit anderen: Klangspeicher. In: Ingrid Beirer (für das Berliner Künstlerprogramm des Deutschen Akademischen Austauschdienstes, DAAD) (Hrsg.): Inventionen 2008. Musik für mehr als einen Lautsprecher. Pfau Verlag, Saarbrücken 2008, ISBN 978-3-89727-392-4, S. 9 (Beitrag in Katalog).